# Tanaka Tetsuya
Tetsuya Tanaka (sinh ngày 27 tháng 7 năm 1971) là một cầu thủ bóng đá người Nhật Bản.

## Sự nghiệp câu lạc bộ
Tetsuya Tanaka đã từng chơi cho Nippon Steel Yawata, Sanfrecce Hiroshima, Vissel Kobe và Sagan Tosu.